# Louis de Luxembourg (cardinal)
Pour les articles homonymes, voir Louis de Luxembourg (homonymie).
Louis de Luxembourg (né en France vers 1390/1397 et mort à Hartfield le 18 septembre 1443) est un cardinal français du XVe siècle. 

## Sa famille
Né en 1390/1397, il est le second fils de Jean de Luxembourg, comte de Brienne et de Conversano, seigneur de Beaurain et de Richebourg et de Marguerite d’Enghien. Son frère, Jean II de Luxembourg-Ligny, est celui qui vend Jeanne d'Arc à Pierre Cauchon. Il est neveu de Pierre de Luxembourg, cardinal et évêque de Metz, d’André, évêque de Cambrai et de Valéran, connétable de France. Il est l'oncle du quasi-cardinal Thibaud de Luxembourg et le grand-oncle du cardinal Philippe de Luxembourg. Le nom vient du fait qu'il était un descendant de 6e génération de Henri V, comte de Luxembourg, appartenant donc à la branche française de la maison de Luxembourg.

## Biographie
Louis de Luxembourg est doyen du chapitre de la cathédrale de Beauvais le 31 mai 1414 et soutient les intérêts anglais après l'invasion d'Henri V d'Angleterre. Élu évêque de Thérouanne avant le 2 janvier 1415, il est confirmé par le pape Martin V le 24 novembre 1418 et consacré par Regnault de Chartres, archevêque de Reims,. Il est confronté à la désignation de Guillaume de Challant par Jean XXIII, mais Louis de Luxembourg reçoit des bulles de Martin V le 24 novembre 1418. Il préside à partir de 1418 la chambre des comptes du royaume. En 1420, il assiste à l’entrée de Pierre Cauchon à Beauvais. Il est membre de l'ambassade française envoyée à Londres pour féliciter le nouveau roi d'Angleterre Henri VI de son accession au trône. De Luxembourg se rallie à Henri VI d'Angleterre et devient chancelier de France du 7 février 1425 à 1435. Il assiste au martyre de Sainte Jeanne d'Arc, a Rouen, le 30 mai 1431, et peu après au couronnement d'Henri VI roi de France dans la cathédrale de Paris le 16 décembre 1431,. Deuxième homme le plus puissant de la France anglaise après le duc de Bedford, il lui marie sa nièce en 1433. 
La nomination le 19 janvier 1431 d’Hugues des Orges par Martin V l’empêche d’accéder à l’archevêché de Rouen. Il assiste au concile de Bâle en 1432. Le 19 octobre 1436, l’élection du chapitre de Rouen le désigne comme le successeur d’Hugues des Orges à l'archidiocèse de Rouen. Il prend possession par procuration le 11 avril 1437 et fait son entrée solennelle le 9 août. Il entreprend de nombreux travaux sur l'archevêché de Rouen: il fait reconstruire une officialité, ajoute un bâtiment au vieux palais et élève une librairie entre l'officialité et les prisons. Il agrémente les fenêtres du palais de vitraux armoriés et décore les toitures d'épis de faîtage.
Lors de l'insurrection de Paris contre les Anglais, il trouve dans un premier temps refuge à la Bastille. Revenu à Rouen le 15 janvier 1437, il part pour Angleterre. Le 27 septembre 1437, il est administrateur du diocèse d'Ely en qualité d' évêque d'Ely mais ne séjournera jamais dans la résidence des évêques d'Ely qu'il louera au Duc d'York et à la Duchesse d'York.
Il se rend au concile de Florence en 1439. Le pape Eugène IV le crée cardinal lors du consistoire du 18 décembre 1439. Cardinal des Quatre Saints Couronnés le 8 janvier 1440, il le change en 1442 pour Frascati. Le cardinal de Luxembourg est nommé ambassadeur par le roi Henri VI en décembre 1442 pour négocier la paix entre le roi anglais et Charles VII de France.
Il meurt le 18 septembre 1443 au château de Hartfield, au cours d’un voyage en Angleterre. Il est inhumé dans la cathédrale d’Ely, sous un gisant près de l'autel des saintes reliques, tandis que son cœur est envoyé à Rouen.

## Héraldique
Ses armes sont: d'argent, au lion de gueules, armé, lampassé et couronné d'or, la queue fourchée passée en sautoir.